# Белокриницкий поселковый совет (Великоалександровский район)
Белокриницкий поселковый совет (укр. Білокриницька селищна рада) — входит в состав
Великоалександровского района
Херсонской области
Украины.
Административный центр поселкового совета находится в 
пгт Белая Криница
.

## История
- 1915 — дата образования.

## Населённые пункты совета
- пгт Белая Криница
- с. Белоусово
- с. Первомайское
- пгт Карьерное